# Tetrosomus gibbosus
Pour les articles homonymes, voir Bossu (homonymie).
Espèce
Statut de conservation UICN

 LC  : Préoccupation mineure
Coffre bossu

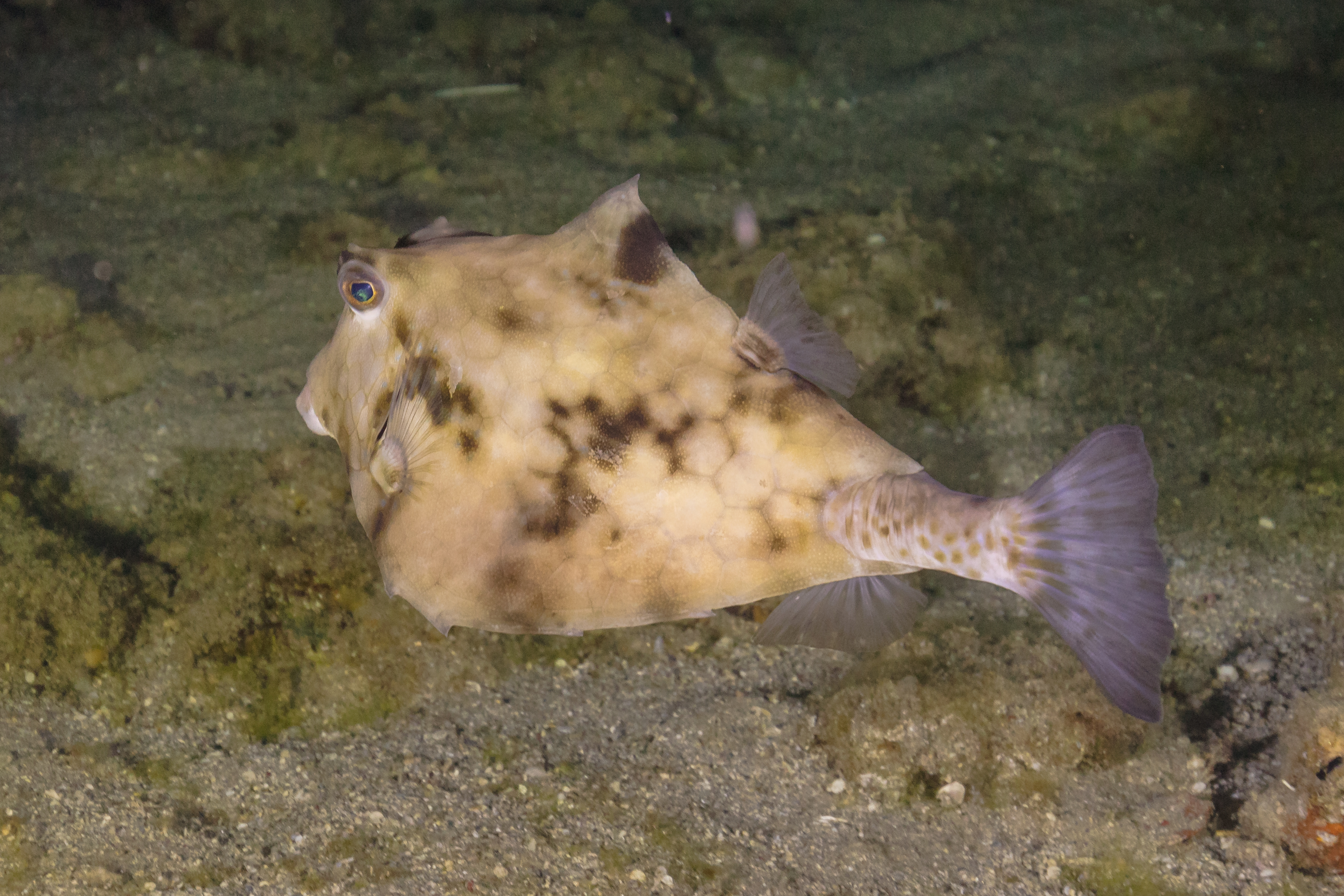
Tetrosomus gibbosus, au large de Ras Mohammed en Mer Rouge. Mars 2022.

Tetrosomus gibbosus est une espèce de poissons tetraodontiformes.

Ce poisson de mer peut atteindre une longueur de 30 cm. Il a une étrange forme triangulaire. On le trouve dans l'Indo-Pacifique.

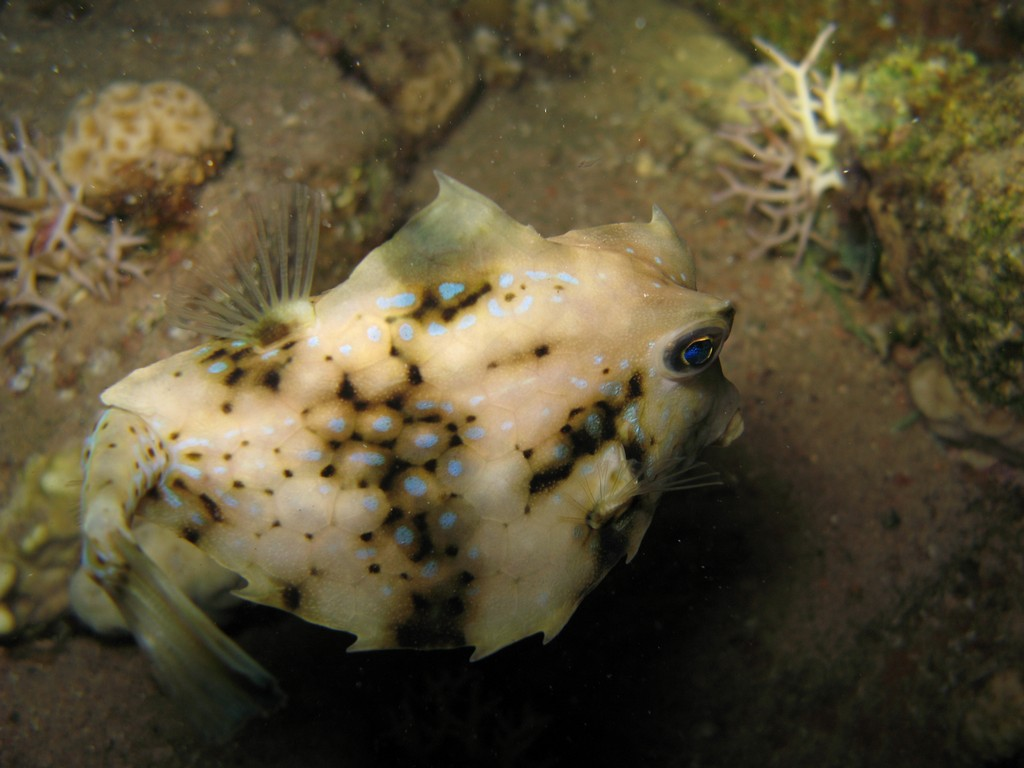
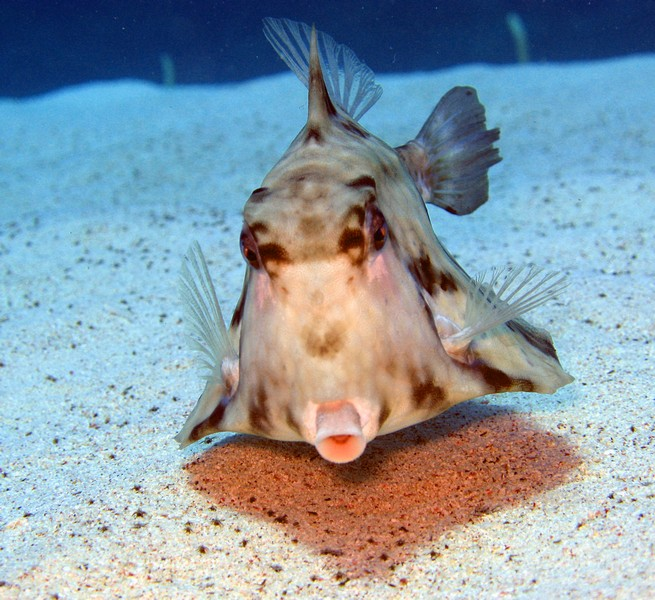
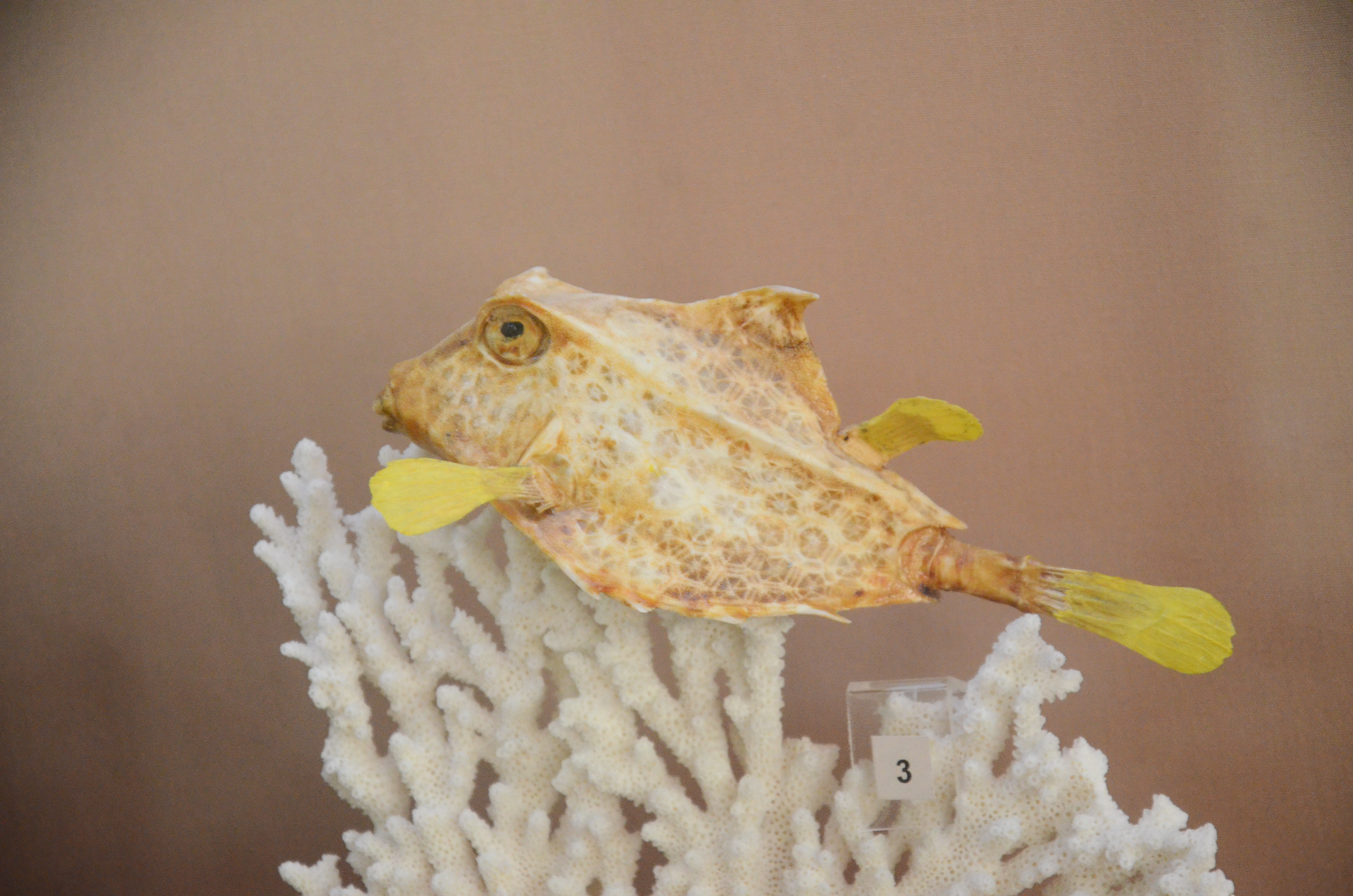